# Зачатівка (село, Волноваський район)
Зача́тівка — село Хлібодарівської сільської громади Волноваського району Донецької області України.

## Загальні відомості
Відстань до райцентру становить близько 37 км і проходить автошляхом місцевого значення. Землі села межують із територією Великоновосілківського району Донецької області та Розівського району Запорізької області.

## Історія
Зачатівку заснували державні селяни й козаки, перші з яких прибули у 1844 році: з Чернігівської губернії Новгород-Сіверського повіту - 26 сімей, Глухівського повіту - 3 сім'ї;Новозибківського повіту - 8 сімей й Суразького повіту - 19 сімей; з Полтавської губернії Кобиляцького повіту - 4 сім'ї й Зіньківського повіту - 1 сім'я.

## Населення

### Мова
Розподіл населення за рідною мовою за даними перепису 2001 року:
| Мова            | Кількість | Відсоток |
| --------------- | --------- | -------- |
| українська      | 659       | 89.78%   |
| російська       | 72        | 9.81%    |
| грецька         | 2         | 0.27%    |
| інші/не вказали | 1         | 0.14%    |
| Усього          | 734       | 100%     |

За даними перепису 2001 року населення села становило 734 осіб, із них 89,78 % зазначили рідною мову українську, 9,81 % — російську та 0,27 % — грецьку мову.

## Особистості
В селі народився Богданов Володимир Якович (1924—1981) — український радянський скульптор, кераміст і педагог.